# Accordo di Kanslergade
L'accordo di Kanslergade (in danese Kanslergadeforliget) deve il suo nome all'indirizzo dove risiedeva il primo ministro danese Thorvald Stauning ed indica un insieme di riforme che permisero la nascita del Welfare State in Danimarca e che in seguito caratterizzeranno tutta la Scandinavia.
Ratificato il 30 gennaio 1933, permise l'estensione dei diritti dei lavoratori e dei sussidi agli agricoltori. Il prezzo dei servizi sociali venne abbassato a livelli abbordabili per la popolazione e la corona danese venne svalutata.